# Tes, Dzavchan
Tes (mongoliska: Тэс Сум, Тэс) är ett distrikt i Mongoliet.   Det ligger i provinsen Dzavchan, i den nordvästra delen av landet, 800 km väster om huvudstaden Ulaanbaatar.